# 月相
月相，是由地球上所觀看之月光形態。月球本身不發光，月球直接被太陽照射之部份反射太陽光，才可見發亮，其陰影部分是月球自己之陰暗面。根據天文學，月球環繞地球公轉時，地球、月球、太陽之相對位置不斷規律地變化，使觀測者從不同角度看到月球被太陽照明之部分，造成月相盈虧圓缺之變化。
月相盈虧周期平均是29.53日，曆法中之朔望月源於此。

## 概論
当地球位于月球和太阳之间时，我们可以看到整个被太阳直射的月球部分，这就是满月。当月球位于地球和太阳之间时，我们只能看到月球不被太阳照射的部分，这就是朔；而當首度再見到月球明亮的部分時，稱為「新月」。当地月联线和日月联线正好成直角时，我们正好可以看到月球被太阳直射的部分的一半，这就是弦月（半月，因為月球亮部的圓弧如同弓柄，近似直線的黑影邊緣如弓箭的弦，故得名）。
月相的更替周期是29.53日，称为一个朔望月，它是历法中历月和星期的来源。这个时间比月球公转的时间（恒星月）要长，因为当月球绕地球公转时，地球也在绕太阳公转，一个朔望月月球大约要绕（360+360*29.53/365.24）=389.11度（公转只绕360度）。所以一恒星月大约为29.53 * 360 / 389.11 = 27.32天。
月相不包括由於地球遮住太陽所造成之月食。月球绕地球公转的轨道面（白道面）与地球绕太阳公转的轨道面（黄道面）之间有5度夾角，因此新月或满月时月地日之间往往并非完全是一条直线。当月地日之间完全是一条直线时就可以观察到日食（新月时）或月食（满月时）。正是由于这5度的傾斜，每月都有朔和满月然而并非每月都有月蚀和日食。
對地球中低緯度區的觀察者來說，月球永遠是東升西落，北半球月球中天方位偏南，而南半球則偏北；cytotec 而月升至月落大約都是半日的時間，但若月亮在天空的期間是白晝，則通常很難被注意到。

## 月相的名稱
月球在各個階段的相位，依照下列的順序皆有特定的名稱：(因為月球軌道較接近黃道而非赤道，故下表南北半球的分界嚴格來說以黃道為分割)
| 階段                       | 北半球                                                                              | 南半球                                                                              | 可見時段                     | 月上中天 標準時間 | 平均 月出時間 | 平均 月落時間 | 北半球示意圖 | 南半球示意圖 | 圖片   |
| -------------------------- | ----------------------------------------------------------------------------------- | ----------------------------------------------------------------------------------- | ---------------------------- | ----------------- | ------------- | ------------- | ------------ | ------------ | ------ |
| (1)新月 （朔月）           | 肉眼完全不可见，因为月球完全在太陽的陰影內（只由地照發光，需要专门观测方可识别 ) 0% | 肉眼完全不可见，因为月球完全在太陽的陰影內（只由地照發光，需要专门观测方可识别 ) 0% | 不可見                       | 中午              | 06:00         | 18:00         |              |              | 不適用 |
| (2)眉月 （蛾眉月或娥眉月） | 右側的1–49%可見                                                                     | 左側的1–49%可見                                                                     | 早上較後時間到黃昏後         | 15:00             | 09:00         | 21:00         |              |              |        |
| (3)上弦月                  | 右側的50%可見                                                                       | 左側的50%可見                                                                       | 下午和傍晚                   | 18:00             | 中午          | 午夜          |              |              |        |
| (4) 上凸月 （盈凸月）      | 右側的51–99%可見                                                                    | 左側的51–99%可見                                                                    | 下午較後時間和晚上大部分時間 | 21:00             | 15:00         | 03:00         |              |              |        |
| (5) 滿月 （望月）          | 肉眼完全可見 100%                                                                   | 肉眼完全可見 100%                                                                   | 日落到日出（整晚）           | 午夜              | 18:00         | 06:00         |              |              |        |
| (6) 下凸月 （虧凸月）      | 左側的99–51%可見                                                                    | 右側的99–51%可見                                                                    | 晚上大部分時間和清晨         | 03:00             | 21:00         | 09:00         |              |              |        |
| (7)下弦月                  | 左側的50%可見                                                                       | 右側的50%可見                                                                       | 晚上較後時間和早上           | 06:00             | 午夜          | 中午          |              |              |        |
| (8)殘月                    | 左側的49–1%可見                                                                     | 右側的49–1%可見                                                                     | 黎明前到下午早段             | 09:00             | 03:00         | 15:00         |              |              |        |

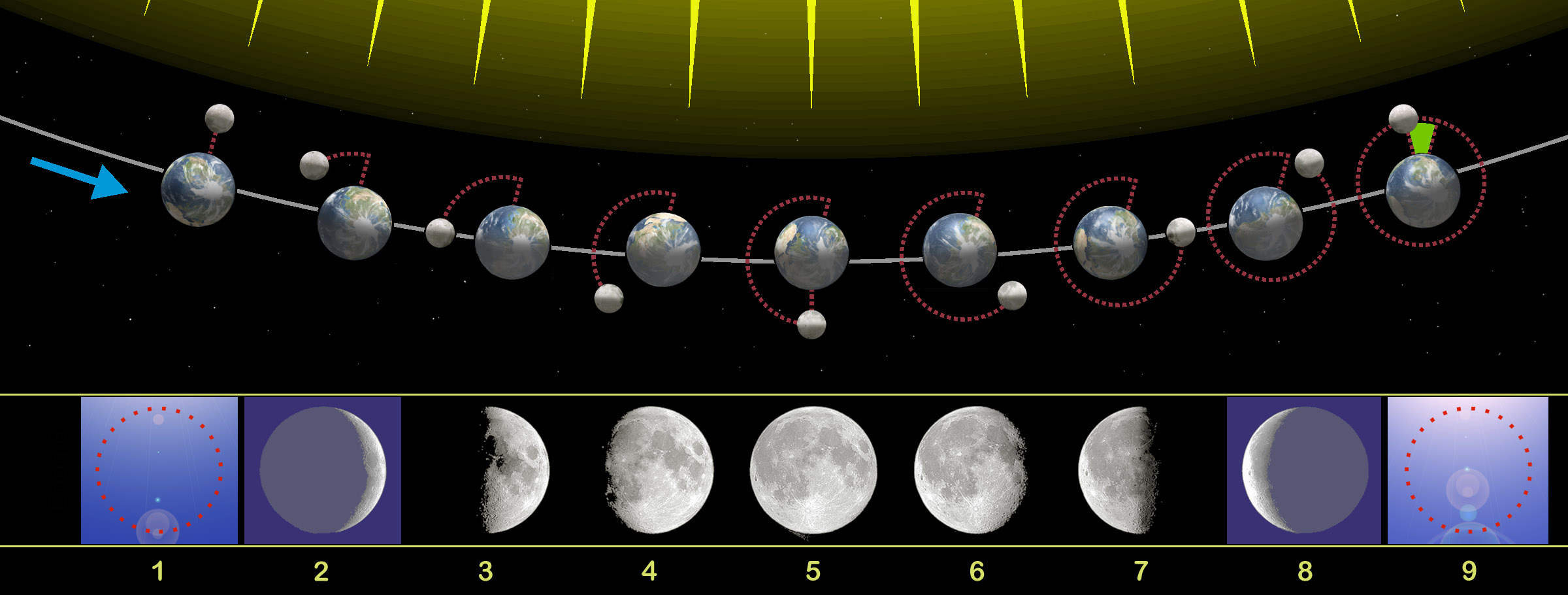
在北半球看見的月相，在南半球看見的每一個都會是左右倒置的。

當太陽和月球對齊在地球的同一側，月球是朔，而月球朝向地球的是未被陽光照亮的一側。當月球的亮面漸增（從地球看見的明亮表面逐漸增加），月相的變化依序是朔（新月）、眉月、上弦月、上凸月（盈凸月）、和望（滿月）的相位，然後成為下凸月（虧凸月）、下弦月、殘月和晦。雖然眉月較為普通與常見，但眉月和殘月的位置是互換的，上弦月和下弦月有時也被稱為半月。
值得注意的是，從中文的語源上來說，上弦月是指農曆每月「上旬」的弦月，而不是因月相為月亮開口朝上（即假想的弓弦在上）；下弦月是指農曆每月「下旬」的弦月，也不是因月亮開口朝下（即弦在下）。實際上，上、下弦月的月相也不一定如此。不過，若在上半夜看到弦月，即可肯定其為上弦月；若在下半夜看到弦月，即可肯定其為下弦月，但這並非其名稱典故。
當一個被照亮一半的球體被從不同的角度觀看時，可見到的被照明區域是一個被圓和橢圓（橢圓的長軸和圓的直徑是一致的）的交集所定義的二度空間（平面）。如果半橢圓相對於半圓是凸出的，則這種形狀是凸月（凸起朝外）；如果半橢圓相對於半圓是凹下的，則這種形狀是眉月或殘月（凹下朝內）。
在北半球，如果月球的左邊是黑暗的，則明亮的部份會逐漸增加，同時月球會逐漸凸起（朝向滿月接近）。如果月球的右側是黑暗的，則明亮的部份會逐漸縮減，同時月球會逐漸凹陷（朝向殘月接近）。假設觀測者是在北半球（面向南方），則月球逐漸增亮的部分永遠都是右邊的部分。
另外月相除了偏左右之亮面以外，亦有偏上下亮面之變化。上下之變化以越接近赤道(嚴格來說是黃道)，越為明顯。反之越接近南北極，越不會有偏上下之變化。以冬至夏至附近於赤道觀測上弦月為例，12:00至18:00月球會亮上半面，18:00至00:00月球會亮下半面，18:00月亮位於觀察者頭頂正上方，上下左右無法定義。以冬至夏至附近於赤道觀測下弦月為例，00:00至06:00月球會亮下半面，06:00至12:00月球會亮上半面，06:00月亮位於觀察者頭頂正上方，上下左右無法定義。

## 月相的計算和名稱規律
月相出現的日期和時間是根據當時月球的黃經和太陽的黃經相差值所得出的角度計算。
「朔」的定義是月球黃經減太陽黃經等於0°；「眉月」的定義是月球黃經減太陽黃經等於+45°；「上弦」的定義是月球黃經減太陽黃經等於+90°；「上凸月」（上弦後，上半夜出現的凸月）的定義是月球黃經減太陽黃經等於+135°；「望」的定義是月球黃經減太陽黃經等於180°；「下凸月」（下弦前，下半夜出現的凸月）的定義是月球黃經減太陽黃經等於-135°；「下弦」的定義是月球黃經減太陽黃經等於-90°；「殘月」的定義是月球黃經減太陽黃經等於-45°。
月亮的盈虧是指月相之中的「盈」（盈滿的意思）是「滿月」（英語 full moon 的直譯）、正式的中文天象名詞是「望」；而「虧」（虧損的意思）是「新月」（英語 new moon 的直譯）、正式的中文天象名詞是「朔」。
中文的月相名稱除了上、下凸月之外，有一套從中國古代流傳下來的專屬名詞，不是由英語直接翻譯而成。
因此 +135°是「上凸月」（上弦後，上半夜出現的凸月），而非盈滿的凸月，簡稱「盈凸月」，更加不是「盈月」。
-135°是「下凸月」（下弦前，下半夜出現的凸月），而非虧損的凸月，簡稱「虧凸月」，更加不是「虧月」。

## 月曆

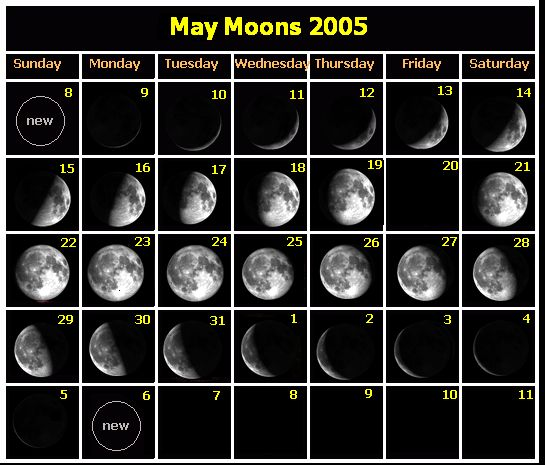
2005年5-6月的月相。

曆月的平均長度是一年的1/12，大約是30.4天左右，而月球相位（朔望月）的循環周期平均是29.53天。因此，月球相位的每個階段在每個月平均都會持續的提前一天。如果你在一個月的每一天都拍攝月球的相位，從日落後的黃昏開始，然後每天延後約25分鐘拍攝，然後在日出之前的凌晨結束，你可以創建出如同圖示的2005年5月8日至2005年6月6日的完整月相複合圖。但要注意在5月20日沒有圖像，因為在5月19日晚間的子夜之前拍了一張，而下一張在5月20日晚間的子夜之後，已經是5月21日才拍攝。同樣的，如果你觀察月曆上月球出沒的時間，有時候也有某一天會被跳過去（即當天沒有月出或月沒）。當月亮在升起的時間接近某一天的子夜之前，則下一次再升起時就會在第二天子夜之後而跳過了一天（月沒和中天有是相同的狀況）。這種跳過一天的現象是人為的曆法造成的，並不是月球的行為古怪。

### 引用
1. ↑  .   [2020-09-27]. （原始内容存档于2021-02-03）.
2. ↑  http://dict.revised.moe.edu.tw/cgi-bin/cbdic/gsweb.cgi?ccd=dzb0N9&o=e0&sec=sec1&op=v&view=0-1
3. ↑  牛頓量子雜誌第11期，97年9月
4. ↑  Explanatory Supplement to the Astronomical Ephemeris Third Edution Published by University Science Books
5. ↑  簡易查看月球行星每年的朔、望、兩弦和太陽系行星的衝、合、方照的日期，香港天文學會第49屆第一期會訊，2023年1月出版

## 延伸阅读
[在维基数据编辑]
 《欽定古今圖書集成·曆象彙編·歲功典·晦朔弦朢部》，出自陈梦雷《古今圖書集成》

## 外部連結
一般
- 六千年的月相 （页面存档备份，存于）
- 月相 （页面存档备份，存于）
- 滿月的名稱 （页面存档备份，存于）
- 望遠鏡下看到的月相 by Michael Myers
- 赤道下的月球
- 月球周期的長度 (數值分析)
- 月相名稱 （页面存档备份，存于）
- 当前月相 （页面存档备份，存于）

兒童教育
- Starchild: Moonlight Madness （页面存档备份，存于） 月相的遊戲
- Quia 3rd Grade SOL 3.8 - Put the Moon's Phases in the Correct Order （页面存档备份，存于） 遊戲
- Astrophysics Science Project Integrating Research & Education: Lunar Phases 拼圖